# Michail Alexandrowitsch Sadowski
Michail Alexandrowitsch Sadowski (russisch Михаил Александрович Садовский; * 24. Oktoberjul. / 6. November 1904greg. in St. Petersburg; † 12. Oktober 1994 in Moskau) war ein russischer Geophysiker.

## Leben
Sadowski, Sohn eines Mittelschullehrers, studierte nach dem Besuch der Mittelschule  1921–1928 an der physikalisch-mechanischen Fakultät des Leningrader Polytechnischen Instituts (LPI). Sein Praktikum vor dem Diplomabschluss absolvierte er im Institut für Angewandte Geophysik. Seine Lehrer waren Pawel Michailowitsch Nikiforow und Lew Gerassimowitsch Loizjanski. 1930–1941 arbeitete er im Seismologischen Institut der Akademie der Wissenschaften der UdSSR (AN-SSSR, seit 1991 Russische Akademie der Wissenschaften (RAN)). 1938 wurde er Kandidat der physikalisch-mathematischen Wissenschaften.
Während des Deutsch-Sowjetischen Krieges war Sadowski nach Kasan evakuiert und arbeitete für das Präsidium der AN-SSSR (1941–1946). Ab 1945 nahm er am Sowjetischen Atombombenprojekt teil. Er gehörte zu der von Abram Isaakowitsch Alichanow geführten Gruppe der Wissenschaftler Lew Dawidowitsch Landau, Juli Borissowitsch Chariton, Arkadi Beinussowitsch Migdal, Samuil Aronowitsch Reinberg, Sergei Sergejewitsch Wassiljew und Alexander Pawlowitsch Sakoschtschikow, die am 30. November 1945 beauftragt wurden, alle verfügbaren Materialien über die Wirkung der Atombombenabwürfe auf Hiroshima und Nagasaki im Hinblick auf die Druckwellen, die thermischen Effekte und die Strahlenbelastung zu analysieren. Ab 1946 arbeitete er im Moskauer Institut für Chemische Physik (jetzt Semjonow-Institut für Chemische Physik) der AN-SSSR und leitete die geheime Spezialabteilung für die Arbeiten für das Atombombenprojekt. 1952 wurde er Doktor der physikalisch-mathematischen Wissenschaften. 1953 wurde er Korrespondierendes Mitglied der AN-SSSR.
1960–1988 leitete Sadowski in Moskau das Institut für Physik der Erde (jetzt Gamburzew-Institut für Physik der Erde) der AN-SSSR, das Probleme der Seismologie, den Magnetismus, die Tektonik und den Aufbau der Erde untersucht. Er gehörte zusammen mit Igor Wassiljewitsch Kurtschatow, Isaak Konstantinowitsch Kikoin, Grigori Alexandrowitsch Gamburzew und Alexander Iwanowitsch Ustjumenko zu den führenden Personen bei der Entwicklung des sowjetischen Systems zur Erkennung von Kernwaffenexplosionen. Einer seiner Arbeitsschwerpunkte war die Erdbebenvorhersage. 1966 wurde er Wirkliches Mitglied der AN-SSSR. Nach einem Vorschlag Sadowskis wurde 1966 ein Gasquellenfeuer im Urta-Bulak-Erdgasfeld bei Buchara durch eine Kernwaffenexplosion gelöscht.
Sadowski wurde auf dem Moskauer Friedhof Trojekurowo begraben.

## Ehrungen, Preise
- Medaille „Für heldenmütige Arbeit im Großen Vaterländischen Krieg 1941–1945“
- Orden des Roten Banners der Arbeit (1945, 1964, 1984)
- Stalinpreis III. Klasse (1948), I. Klasse (1949), (1951, 1953)
- Held der sozialistischen Arbeit (1949)
- Leninorden (1949, 1954, 1974, 1981)
- Ehrenzeichen der Sowjetunion (1953)
- Leninpreis (1962)
- Orden der Oktoberrevolution (1971)
- Lomonossow-Goldmedaille (1986)[3]
- Preis der Regierung der Russischen Föderation für Wissenschaft und Technik (1995)